# سرطان الثدي كما لم يظهر فى أي وقت مضى
سرطان الثدي كما لم يظهر في أي وقت مضى عنوان الحلقة التاسعة في الموسم الثاني عشر من المسلسل التلفزيوني الأمريكي للرسوم المتحركة ساوث بارك.وهي الحلقة 176 من المسلسل بشكل عام، تم عرضها لأول مرة على القناة الأمريكية سنترال كوميدي في الولايات المتحدة في 15 أكتوبر 2008. تمت كتابة الحلقة وإخراجها من قبل صاحب فكرة المسلسل تري باركر. في تلك الحلقة، وضع اريك كارتمان  نفسه على جانب كبير من الخطأ بسبب سلوكه الغير المهذب عندما سخر من ويندي تيستابجر لتقديمها التوعية بسرطان الثدي.

## أحداث الحلقة
تبدأ الحلقة مع اريك كارتمان الذي يسخر من سرطان الثدي أثناء قيام ويندي عن الوعي بسرطان الثدي، لكن المعلم غاريسون لم يفعل الكثير لإيقافه. وبعد انتهاء الحصة، واصل كارتمان السخرية من جهود ويندى من أجل التوعية بسرطان الثدي، وأعلنت ويندي أنها  ستتقاتل مع اريك بعد المدرسة. احتشد زملائهم في الصف، بما في ذلك بيبي، التي نبهت أقرانها في حمام البنات حيث يقوم ايك بإبلاغ طلاب روضة الأطفال، وريد أخبر باقى الأطفال بالأمر كذلك.
جعل هذا اريك كارتمان خائفا ومترددا بعد سماعه الكثير من الكلام غير المقبول، وأن الطلاب يقولون انه سيكون مرفوضا من زملاءه إذا تعرض للضرب من قبل فتاة. يحاول اريك كارتمان أن يتجنب القتال باعتذار بصوت هادئ  (في محاولة لمنع بقية المدرسة من سماع اعتذاره لويندي والتظاهر بأنه شجاع و «قوى»، من أجل تجنب كونه جبان)، وعندما رفضت ويندي اعتذاره الهادئ الخفي وطلبت منه الاعتذار أمام الجميع، الشئ الذي رفضه اريك حتى لا يظن زملاءه أنه جبان وخائف من قتال ويندي. وفي محاولة من اريك لتجنب القتال عرض على ويندي رشوة 27 دولار لكن ويندي أخبرته أنها «ستركل مؤخرته، وستجعله يأكل ملابسه التحتية!» فقام اريك فخلع ملابسه وأكل ملابسه التحتية ليرضي ويندي، ولكن هذا لم يشعرها الا بالاشمئزاز، عدم احترامه لها وأنه مثير للشفقة.
يحاول اريك كارتمان اقناع شقيقه ستان- الذي يعتبر صديق مقرب لويندى- بالتحدث اليها ومنعها من القتال معه بينما يرتدى ملابسه التحتية مرة أخرى ويخرجها من فمه قائلا «صحيح، لقد وضعتها هنا» وتظاهر امام ستان أنه يفعل ذلك خوفا على ويندي وليس منها، لكن ستان لا يعتقد أنه يستطيع فعل أي شيء لإيقافها. وفي محاولة يائسة لتجنب القتال، تعمد اريك ارتكاب خطأ كبير في الصف أمام المعلم غاريسون، مما يجعله قيد الاحتجاز. يخبره له كلاً من أصدقائه زبان، كريج وجيمي بالشائعات عن تعمد احتجازه لتفادي القتال، وأنه تم تأجيل القتال للصباح التالي قبل المدرسة.
في وقت لاحق، يلعب اريك كارتمان دور الضحية من خلال قيام والدته بإقناع والدي ويندي بمنعها من محاربته وتظاهر أنه تعرض للتعذيب والتخويف من قبلها في المدرسة، صدم لعب اريك دور الضحية ويندي، وجعلها تستسلم على مضض، بدلاً من أن يكتفى اريك بوعد ويندى لأهلها بعدم التعرض له، يستغل اريك استسلامها من خلال الاستمرار في سخرية لها، وهو يعلم جيدا انها لم تعد قادرة على القتال مرة أخرى لئلا يكتشف والديها، ويبدأ الطلاب الآخرون بالسخرية من ويندي مثله.عندما قدم اريك عرضًا زائف عن سرطان الثدي في الصف لاغاظتها، كادت ويندي أن تقاتله لكن يتم استدعاؤها إلى مكتب المدير العام فيكتوريا. ومما يثير دهشة ويندي، أن تشيد المديرة فيكتوريا ويندي بجميع الأشياء التي قامت بها لنشر الوعي بسرطان الثدي، وتوضح أنها نجت من سرطان الثدي بنفسها. إنها بشكل غير مباشر (ولكن بشكل متعمد) تقارن اريك كارتمان بالسرطان، وتقول فيكتوريا لويندي إن «السرطان لا يلعب بالقواعد»، وأنه «كتلة صغيرة من الدهون تحتاج إلى أن تُدمر»، و «أنت ترفض أن تترك تلك الكتلة الدهنية الصغيرة تجعلك تشعر بالعجز». تدرك ويندي أنه لن يتوقف أبدًا بارادته المنفردة، وأيضًا لديها دعم المديرة فكتوريا، وتقرر مواجهة اريك كارتمان مرة واحدة وأخيرة.
يجتمع ويندي مع اريك في الملعب للقتال، وعلى الرغم من أن اريك لحق بها ضربات لفترة وجيزة، فإن ويندي سرعان ما تخرج منتصرة بعدد قليل من الكدمات، في حين تُرك على اريك رضوض دموية، وبعد أن سقط الكثير من أسنانه. الطلاب الآخرون يهتفون لويندى ويخفف اريك أكثر على نفسه حتى لا يأخذ الضرب بأي شكل من أشكال الكرامة، فينفجر بشكل مثير للشفقة في البكاء أمام الجميع. يعلن أن أصدقاءه لن يجدونه ظريف بعد الآن، لكنهم يخبرونه بأنهم لم يفكروا به أبدا كشخص ظريف، وكانوا دائماً يكرهونه، وسوف يفعلون دائما، قائلين إنهم لا يستطيعون التفكير بأي شيء أقل منه مقتاً. يقوم اريك بالتظاهر بأنه ليس لديه رأي مختلف حتى يشعر بشعور أفضل. وانهم كانوا يحاولون أن يجعلوه يشعر بتحسن، لكنهم حقا لا يهتمون إذا تعرض للضرب من قبل فتاة (وتذكير للمشاهدين بأن اريك كارتمان مسيحي نرجسي سيكوباتى لا يهتم بشكل خاص إذا كان الناس يحبونه أم لا؛ فقط أن يروا أنه أعلى منهم). يمشي بعيدا سعيدا، ويترك الآخرون مرتبكين بمنطقه الغريب.